# كأس السوبر الأوروبية لكرة السلة للسيدات
كأس السوبر الأوروبية لكرة السلة للسيدات هي منافسة كرة سلة للسيدات تأسست في سنة 2009. يتم تنظيمها من قبل الاتحاد الأوروبي لكرة السلة. تقام بين الفائز بالدوري الأوروبي لكرة السلة للسيدات وكأس أوروبا لكرة السلة للسيدات.

## وصلات خارجية
- الموقع الرسمي